# ワーナー・ビショフ
ワーナー・ビショフ（Werner Bischof、1916年4月26日 - 1954年5月16日）は、スイスの写真家、フォトジャーナリストである。「ヴェルナー・ビショフ」と表記されることもある。

## 略歴
スイスのチューリヒに生まれた。1932年に彼はチューリッヒ市立の美術教育機関で、ハンス・フィンスラーと共に学んだスイスの写真家ハンス・フィンスラーに写真を学ぶ（1934年ごろ）。第二次世界大戦後、戦争の惨禍を積極的に撮影し、発表する。1949年に、マグナム・フォトに参加（創立者以外の写真家としては、エルンスト・ハースとともに初めての参加）。海外の取材を多くこなす。来日したときの写真作品も残している。
1954年に取材でペルーのアンデス山中を走行中、乗っていた自動車が崖へ転落し、同行していた2名とともに死去。享年38歳。

## 日本での展覧会
- ワーナー・ビショフ写真展『「Japon」より』（昭和館、2009年2月28日 - 4月19日）

## 海外での主要な展覧会
- Big retrospective "Werner Bischof 1916-1954"
  - Casal Solleric Gallery, Palma de Mallorca, 2004

## 主要作品
- 笛吹きの少年（Fluteplayer, ペルー、1954年）（歩きながらたて笛を吹く少年を横からとらえた作品）
- 母と子（Mother and child, インド、1951年）（小さな赤ん坊を抱え、何かを訴えるかのように開いた右手を掲げる母親の像）